# 12e étape du Tour d'Espagne 2010
La 12e étape du Tour d'Espagne 2010 s'est déroulée le jeudi 9 septembre 2010 entre Andorre-la-Vieille en Andorre et Lleida sur 172 km.
Le Britannique Mark Cavendish (HTC-Columbia) remporte l'étape au sprint. Il s'agit de la première victoire de sa carrière sur le Tour d'Espagne. L'Espagnol Igor Antón (Euskaltel-Euskadi) conserve le maillot rouge de leader.

## Profil de l'étape
Cette étape comprend un seul col comptant pour le classement de la montagne : le col de Bóixols (1 380 m). Le profil de l'étape favorise une arrivée au sprint.

## Côtes
Une côte est répertoriée.
- Col de Bóixols (2e catégorie)

|   | Cycliste            | Équipe                | Pts |
| - | ------------------- | --------------------- | --- |
| 1 | David García Dapena | Xacobeo Galicia       | 5   |
| 2 | Gustavo César       | Xacobeo Galicia       | 3   |
| 3 | Perrig Quéméneur    | BBox Bouygues Telecom | 1   |

## Classement de l'étape

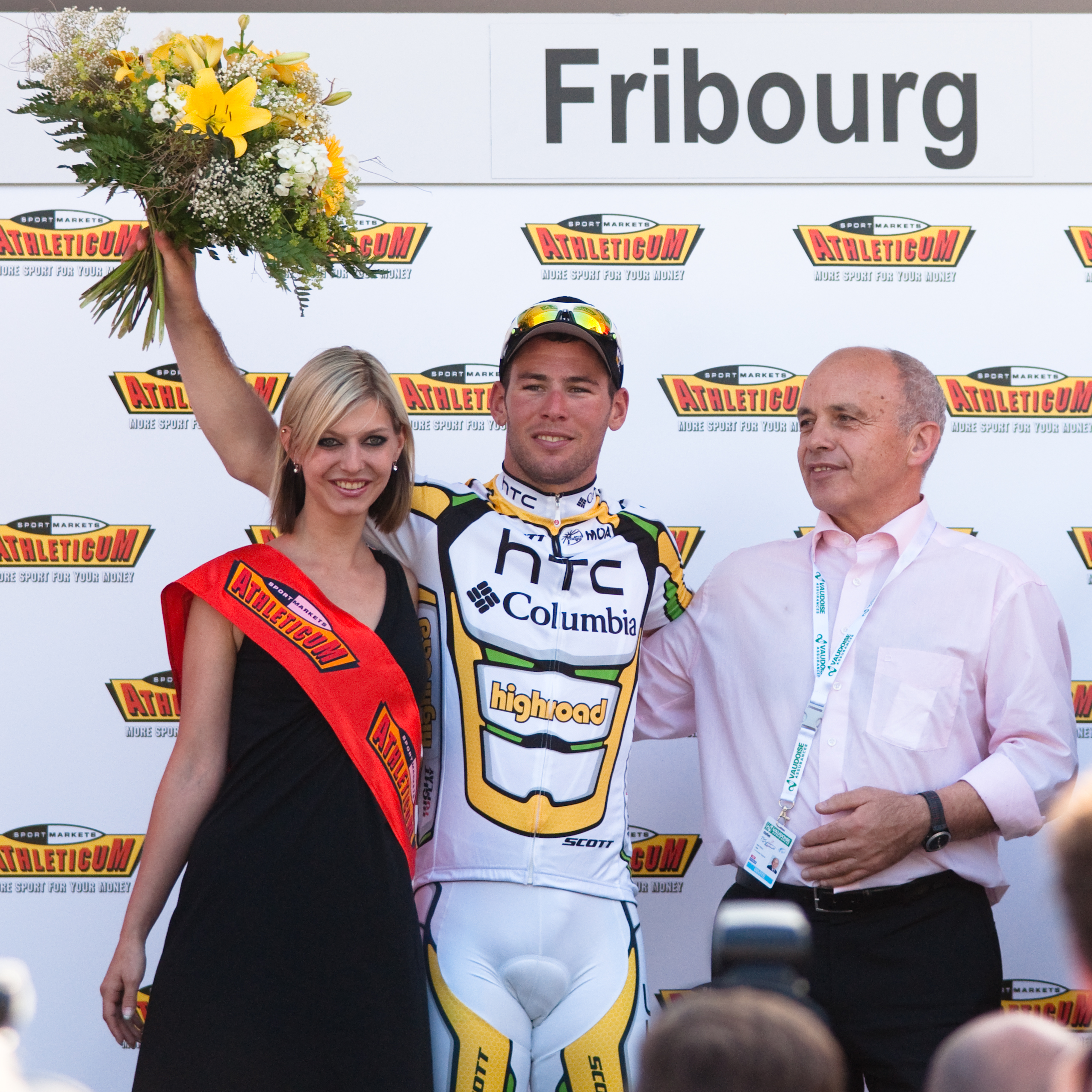
Mark Cavendish remporte l'étape (ici lors de la 2e étape du Tour de Romandie 2010)

|    | Coureur            | Pays        | Équipe             |    | Temps           |
| -- | ------------------ | ----------- | ------------------ | -- | --------------- |
| 1  | Mark Cavendish     | Royaume-Uni | HTC-Columbia       | en | 4 h 00 min 30 s |
| 2  | Tyler Farrar       | États-Unis  | Garmin-Transitions | +  | m.t.            |
| 3  | Matthew Goss       | Australie   | HTC-Columbia       |    | m.t.            |
| 4  | Denis Galimzyanov  | Russie      | Katusha            |    | m.t.            |
| 5  | Thor Hushovd       | Norvège     | Cervélo TestTeam   |    | m.t.            |
| 6  | Óscar Freire       | Espagne     | Rabobank           |    | m.t.            |
| 7  | Allan Davis        | Australie   | Astana             |    | m.t.            |
| 8  | Wouter Weylandt    | Belgique    | Quick Step         |    | m.t.            |
| 9  | Sébastien Chavanel | France      | FDJ                |    | m.t.            |
| 10 | Philippe Gilbert   | Belgique    | Omega Pharma-Lotto |    | m.t.            |

## Classement général
|    | Coureur           | Pays       | Équipe            |    | Temps            |
| -- | ----------------- | ---------- | ----------------- | -- | ---------------- |
| 1  | Igor Antón        | Espagne    | Euskaltel-Euskadi | en | 51 h 37 min 45 s |
| 2  | Vincenzo Nibali   | Italie     | Liquigas-Doimo    | +  | 45 s             |
| 3  | Xavier Tondo      | Espagne    | Cervélo TestTeam  |    | 1 min 04 s       |
| 4  | Joaquim Rodríguez | Espagne    | Katusha           |    | 1 min 17 s       |
| 5  | Ezequiel Mosquera | Espagne    | Xacobeo Galicia   |    | 1 min 29 s       |
| 6  | Marzio Bruseghin  | Italie     | Caisse d'Épargne  |    | 1 min 57 s       |
| 7  | Rubén Plaza       | Espagne    | Caisse d'Épargne  |    | 2 min 07 s       |
| 8  | Rigoberto Urán    | Colombie   | Caisse d'Épargne  |    | 2 min 13 s       |
| 9  | Nicolas Roche     | Irlande    | AG2R La Mondiale  |    | 2 min 30 s       |
| 10 | Fränk Schleck     | Luxembourg | Saxo Bank         |    | 2 min 30 s       |

## Abandons
- David Vitoria (Footon-Servetto)
- Roy Sentjens[3] (Milram) : pas au départ